# Магична привлачност
Магична привлачност (шп. Sortilegio) мексичка је теленовела, продукцијске куће Телевиса, снимана 2009.
У Србији је приказивана током 2009. и 2010. на телевизији Пинк.

## Синопсис
Антонио Ломбардо, успешан грађевински бизнисмен, несрећно је ожењен Адријаном, па се несвесно заљубљује у Викторију, жену свог најбољег пријатеља Самуела. Викторија остаје трудна са Антониом, који је спреман да се разведе и започне нови живот с њом. Самуел сазнаје за њихову издају и одводи Викторију не остављајући ни један траг за собом. Антонио пати због Викторијиног одсуства, док његова жена иде на терапије које треба да јој омогуће да остане трудна. Викторија рађа близанце, Бруна и Ракел, које Самуел радо прихвата, волећи их безусловно као њихов отац. Годинама касније, Адријана коначно затрудни, али при порођају умире.
Када Ракел и Бруно напуне шест година, Самуел такође умире. Сада када су обоје удовци, Антонио и Викторија одлучују да коначно уједине своје животе и постану породица коју су толико желели, такође се и слажу да није прави тренутак да деца сазнају истину о свом биолошком оцу. Године пролазе и деца су одрасла. Бруно, хладан, зао и манипулатор, никад није прихватио Антонијевог сина Алехандра и зато константно руши породичне везе, професионалне, личне и љубавне. Обоје се заљубљују у младу Марију Хосе, једноставну девојку из провинције која живи са поносним оцем Педром и амбициозном сестром Паулом.
Љубав главних јунака ће наићи на многе препреке, сплетке и лажи, првенствено Бруна и Мауре који ће учинити све не би ли заувек раставили Марију Хосе и Алехандра. Интриге, лажи, тајне, разочарења и разне перверзије ће се сукобити с љубављу која ће бити довољно јака да све издржи.

## Ликови
- Марија Хосе (Жаклин Бракамонтес) - Лепа и млада девојка. Упада у Брунову замку, када се уда за њега мислећи да је Алекс. Међутим, она сазнаје да Алекс није мртав, и долази да живи код њега не знајући да ће тамо упознати правог Алекса и лудо се заљубити у њега.
- Алехандро (Вилијам Леви) - Млад, интелигентан младић из богате породице. Одрастао је са маћехом која га воли као сина, и полу-браћом Ракел и Бруном. На мети свог полу-брата Бруна који не може поднети чињеницу да дели са Алексом било шта. Заљубљен у Марију.
- Бруно (Давид Сепеда) – Арогантан и веома амбициозан младић, завиди Алексу коме је отац оставио породичну фирму. Удружује се са Мауром како би раставили Алекса и Марију, али им не иде за руком.
- Маура (Ана Бренда) - Млада, атрактивна и модерна девојка. Заљубљена у Алекса, са ким је успела остварити кратку авантуру. Зближава се са Ракел како би могла бити ближе Алексу.
- Викторија (Данијела Ромо) - Елегантна, брижљива, жена посвећена породици. Брунова и Ракелина мајка, и Алексова маћеха. Успева држати под контролом Брунове и Алексове свађе. Заљубљује се у Фернанда, Алексовог најбољег друга.
- Ракел (Чантал Андере) - Млада жена несигурна у себе. Привлачи је Алекс, иако су у крвном сродству. Удата за Роберта, али га вара са Улисесом.
- Паула (Венди Гонзалес) - Маријина млађа сестра, симпатична али лења девојка. Не воли учити, већ наћи богатог момка. Завиди сестри на богатству у ком ужива.
- Фернандо (Габријел Сото) - Искрен и добар пријатељ, образован и културан. Заљуби се у Викторију, што представља проблем, јер је она много старија од њега.
- Улисес (Хулијан Хил) - Харизматичан младић, образован али је у ствари сиромашан, који се претвара да је богат. Бескрупулозан и ради све да дође до циља, Ракелин љубавник.

## Улоге
| Глумац:              | Улога:                                            |
| -------------------- | ------------------------------------------------- |
| Жаклин Бракамонтес   | Марија Хосе Саманијего де Ломбардо Сандра Миранда |
| Вилијам Леви         | Алехандро Алекс Ломбардо                          |
| Данијела Ромо        | Викторија де Ломбардо                             |
| Габријел Сото        | Фернандо Аланис                                   |
| Чантал Андере        | Ракел Албениз                                     |
| Ана Бренда Контрерас | Маура Албаран                                     |
| Давид Зепеда         | Бруно Албениз                                     |
| Азела Робинсон       | Елена Миранда                                     |
| Ото Сирго            | др. Хорхе Кругер                                  |
| Луис Коутуријер      | Ернан Пласенсија                                  |
| Хулијан Хил          | Улисес Виљасењор Марио Агире                      |
| Ектор Саез           | Педро Саманиего                                   |
| Хосе Карлос Руиз     | Хесус Чучо Гавира Перез                           |
| Марија Викторија     | Фелипа Гарсија                                    |
| Марсело Кордоба      | Роберто Аркараз                                   |
| Данијела Лухан       | Лисет Албаран                                     |
| Гиљермо Зарур        | Езекијел Флорес                                   |
| Адалберто Пара       | Ерик Диез                                         |
| Венди Гонзалез       | Паула Саманијего                                  |